# Château de Menou
Le château de Menou est un édifice situé à Menou, en France.

## Localisation
Le château de Menou est situé sur le territoire de la commune de Menou, au nord-ouest du département de la Nièvre, en région Bourgogne-Franche-Comté.

## Description
Le château, de style classique, a été construit sous Louis XIV sur les plans de l'architecte Barthélémy Le Blanc. Le corps de logis, flanqué de deux pavillons carrés, présente un avant-corps central à fronton, coiffé d'un dôme à  lanternon. La cour d'honneur est bordée de communs.
L'intérieur, remanié au XIXe siècle, conserve des boiseries XVIIe siècle et des lambris du XVIIIe siècle.
Il est en cours de restauration depuis 1987 ; les douves ont été reconstituées, le jardin à la française est transformé en jardin à l'anglaise,.

## Historique
Le château est construit à Nanvignes entre 1672 et 1684 pour Armand-François de Menou, colonel en retraite. Le domaine fut érigé en marquisat en sa faveur, sous le nom de Menou, par lettres patentes de juin 1697. Il a été transmis par mariage aux Damas-Crux.
Il a appartenu au décorateur Jacques Garcia.
Le château est inscrit au titre des monuments historiques  par arrêté du 31 mai 1994 et classé par arrêté du 15 février 1996.

## Galerie

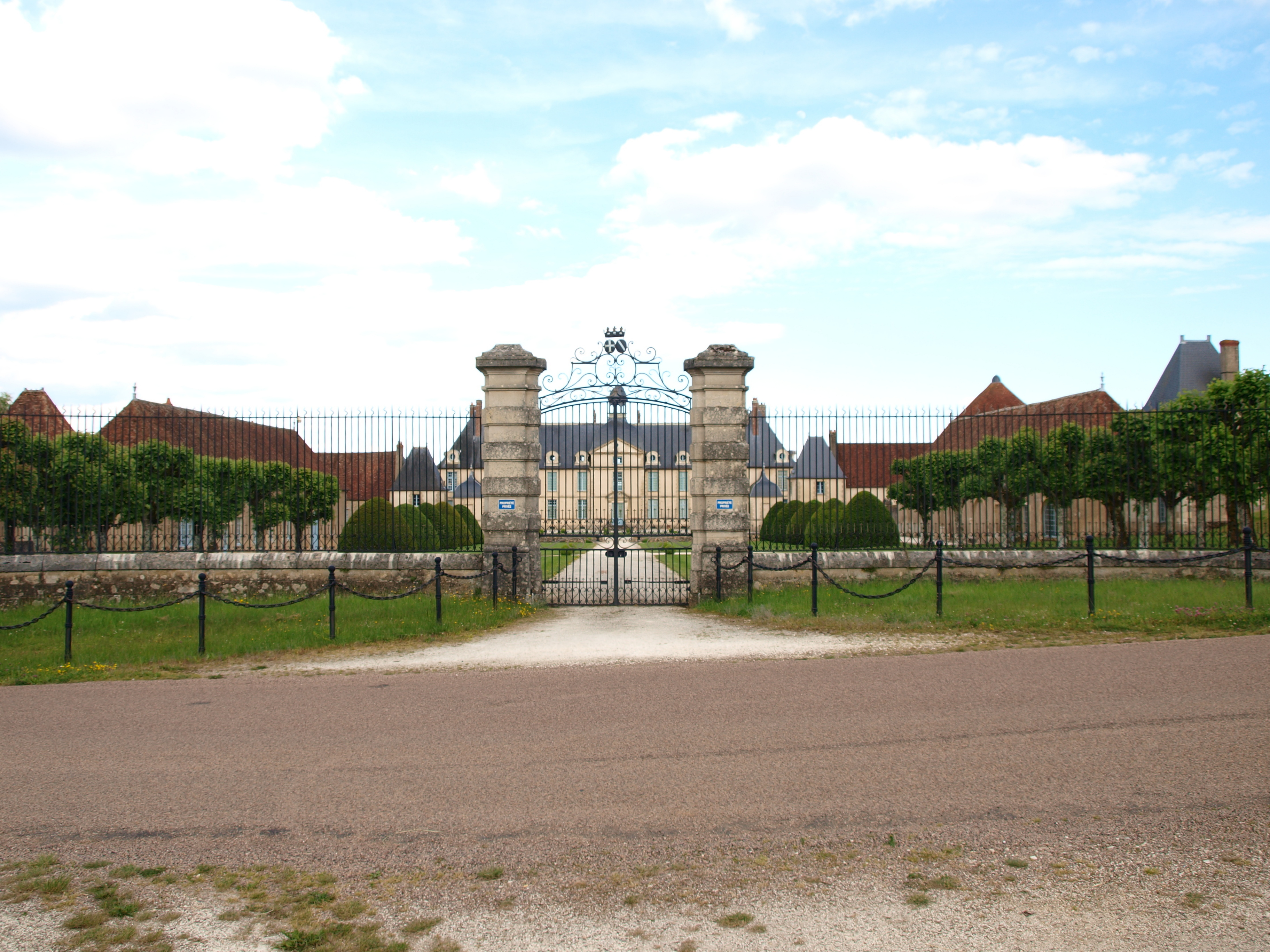
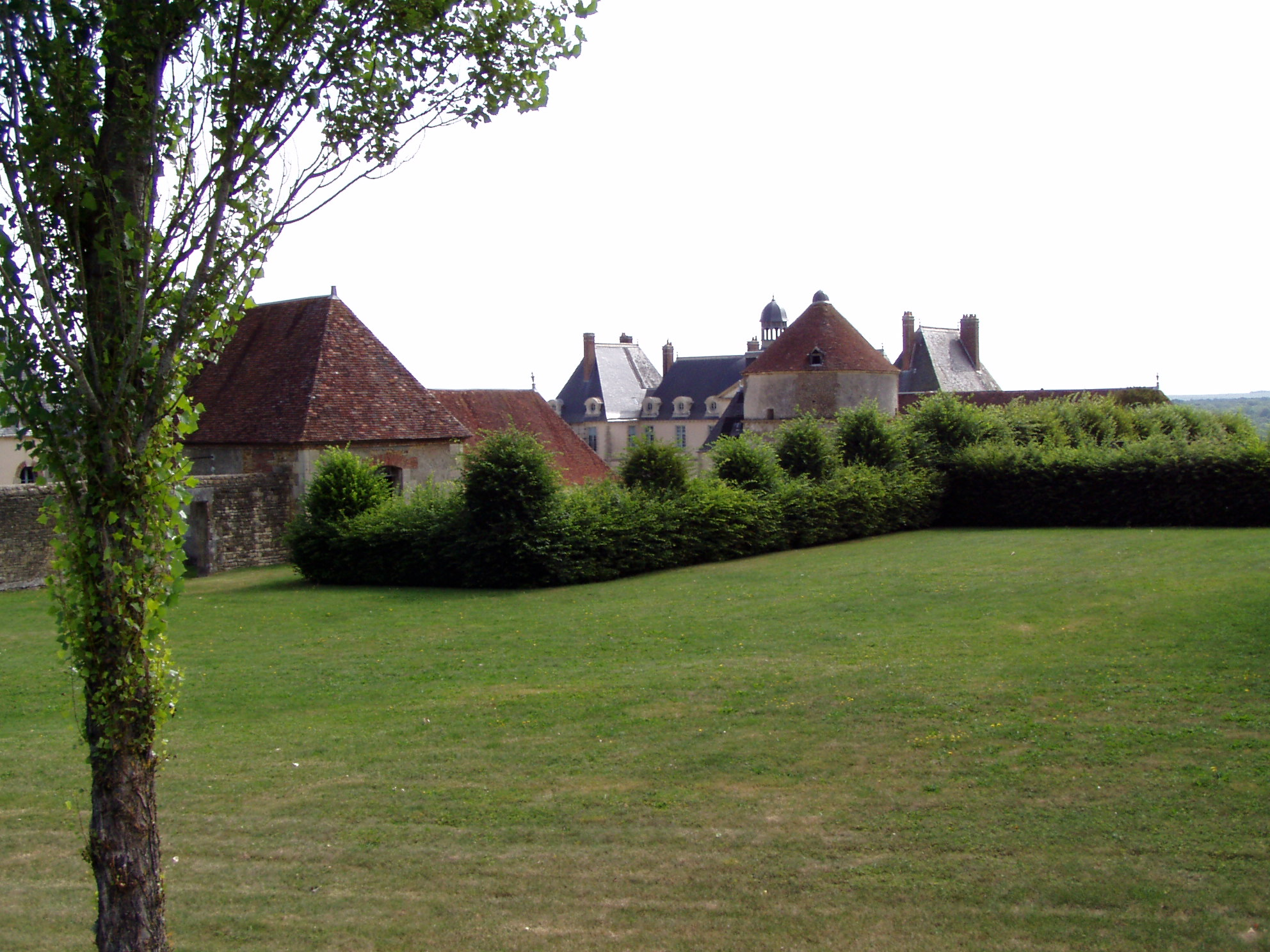
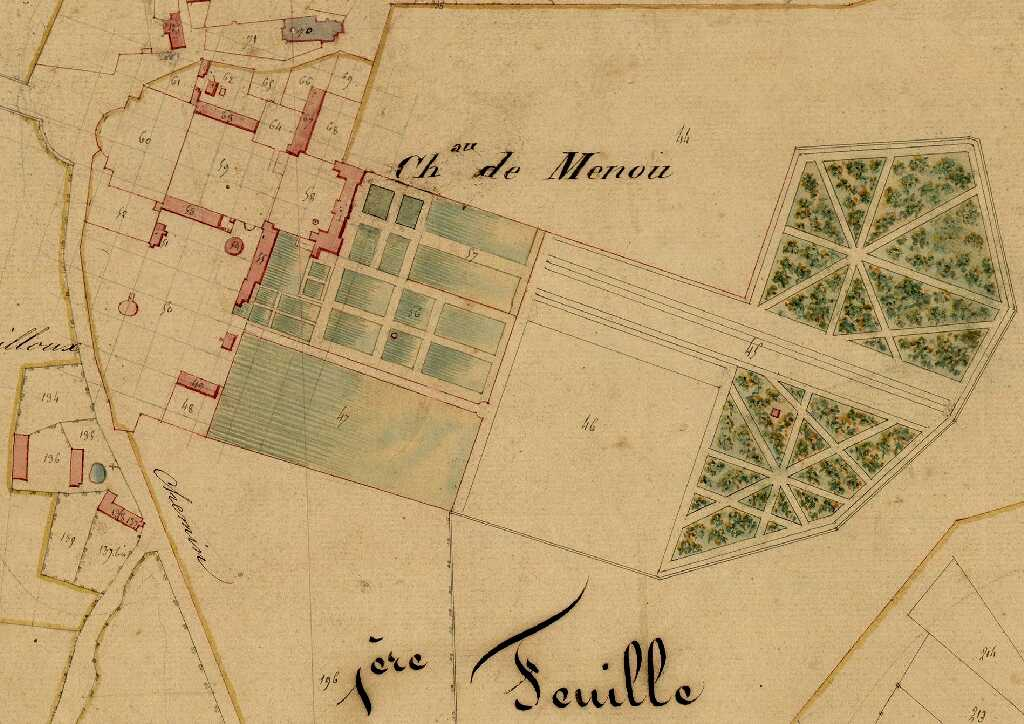
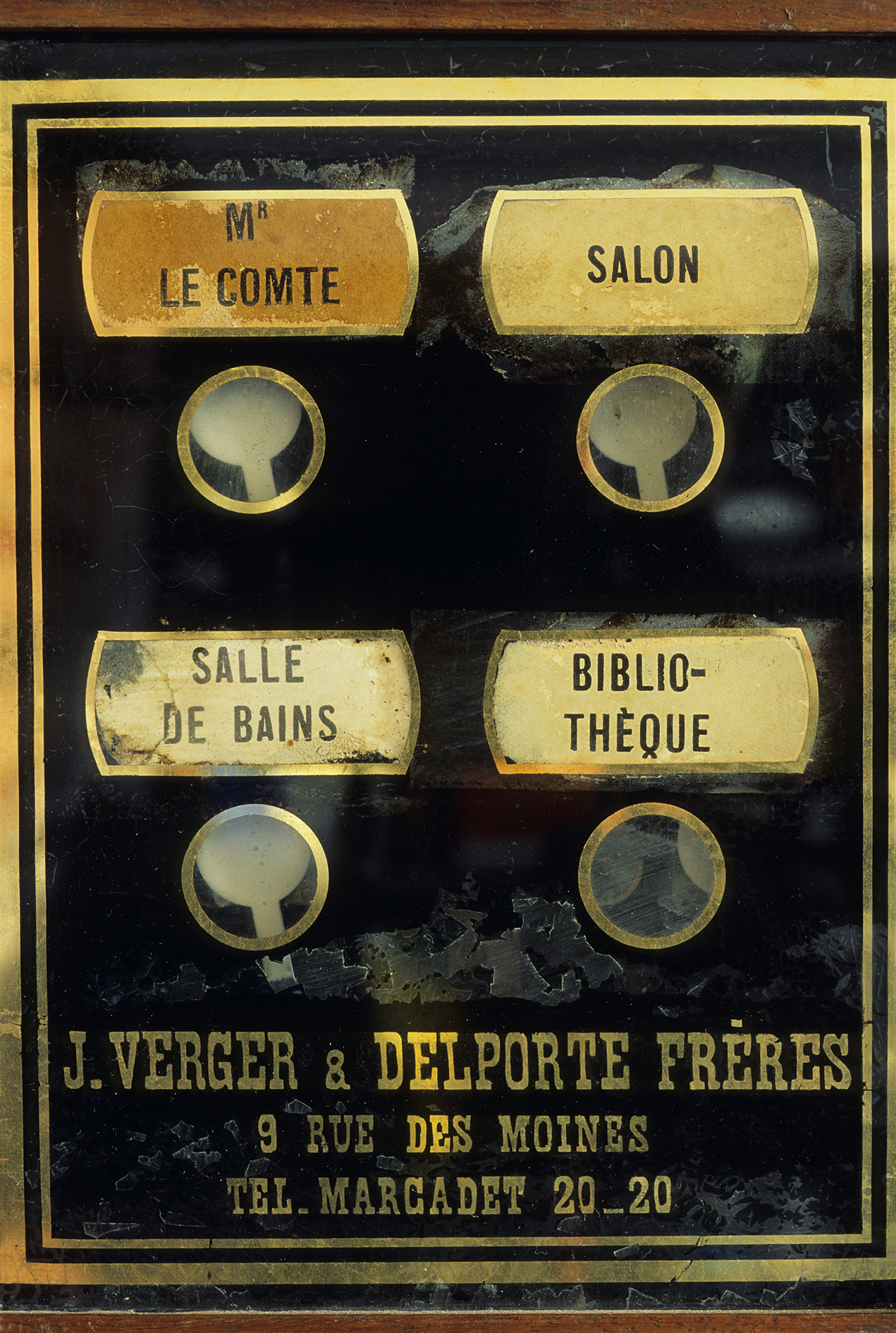